# Mellingbek
El Mellingbek és un riu a l'estat d'Hamburg a Alemanya.

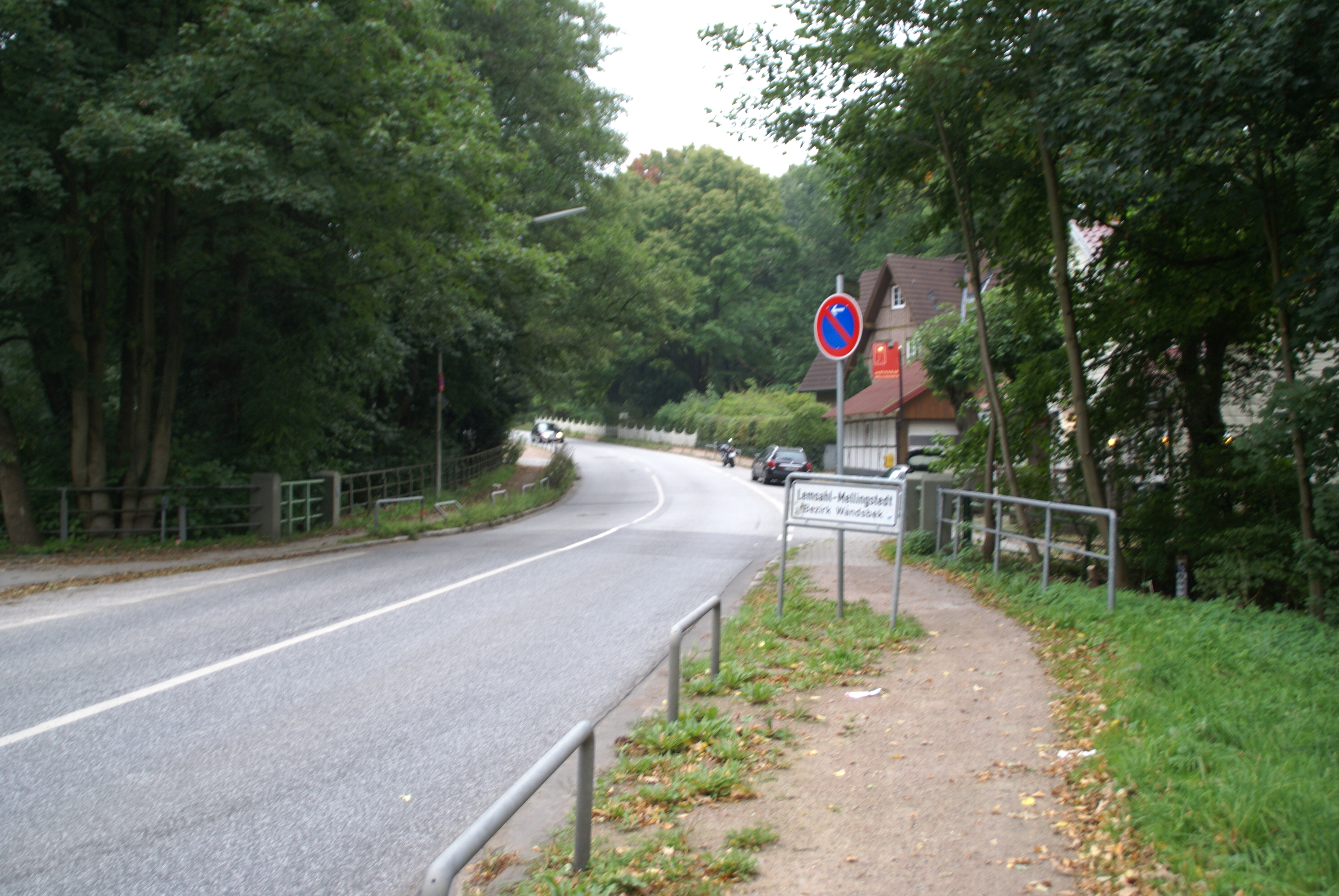
A la frontera entre Poppenbüttel i Lemsahl-Mellingstedt

Neix d'una sèrie de set rierols de font a la reserva natural de l'aiguamoll del Wittmoor, la darrera torbera alta de la ciutat, a la frontera amb Slesvig-Holstein. Desemboca uns 4,5 quilomètres més al sud a l'Alster, al parc Hohenbuchenpark on fa la frontera entre els barris HH-Poppenbüttel i Lemsahl-Mellingstedt. Al seu curs inferior té un desnivell mínim i el riu s'estanya en diversos llacs petits, el més important dels quals és el Kobberdiek. Aquí, com a tot arreu als rierols secundaris d'Hamburg, els projectes de renaturalització van tenir èxit i, després d'una absència de més de 50 anys, la llúdria va tornar.
De l'aiguabarreig amb l'Alster fins a l'inici del Wittmoor, un sender per passejants i ciclistes segueix el barranc.

## Història del nom

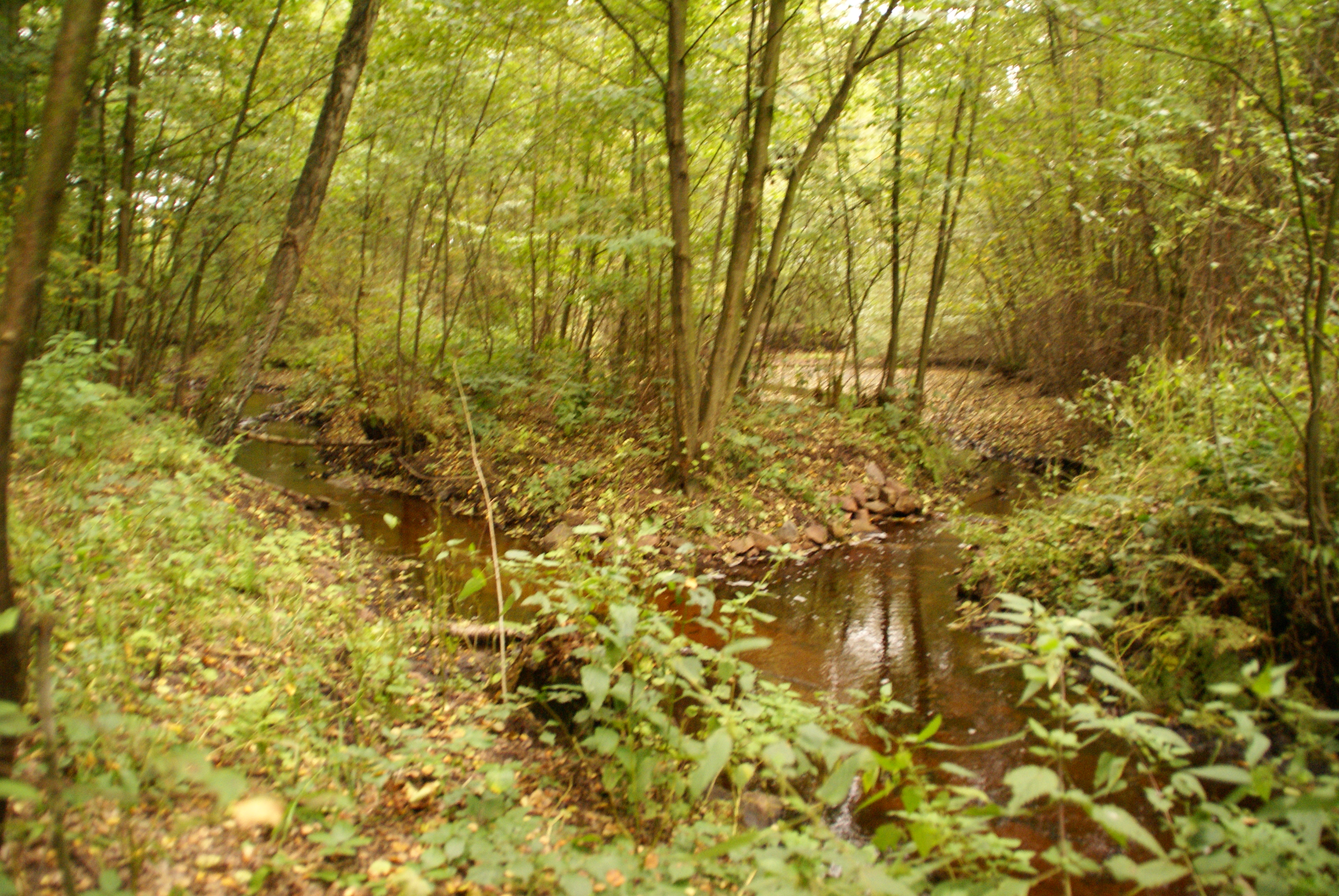
Aiguabarreig del Poppenbütteler Graben i del Mellingbek

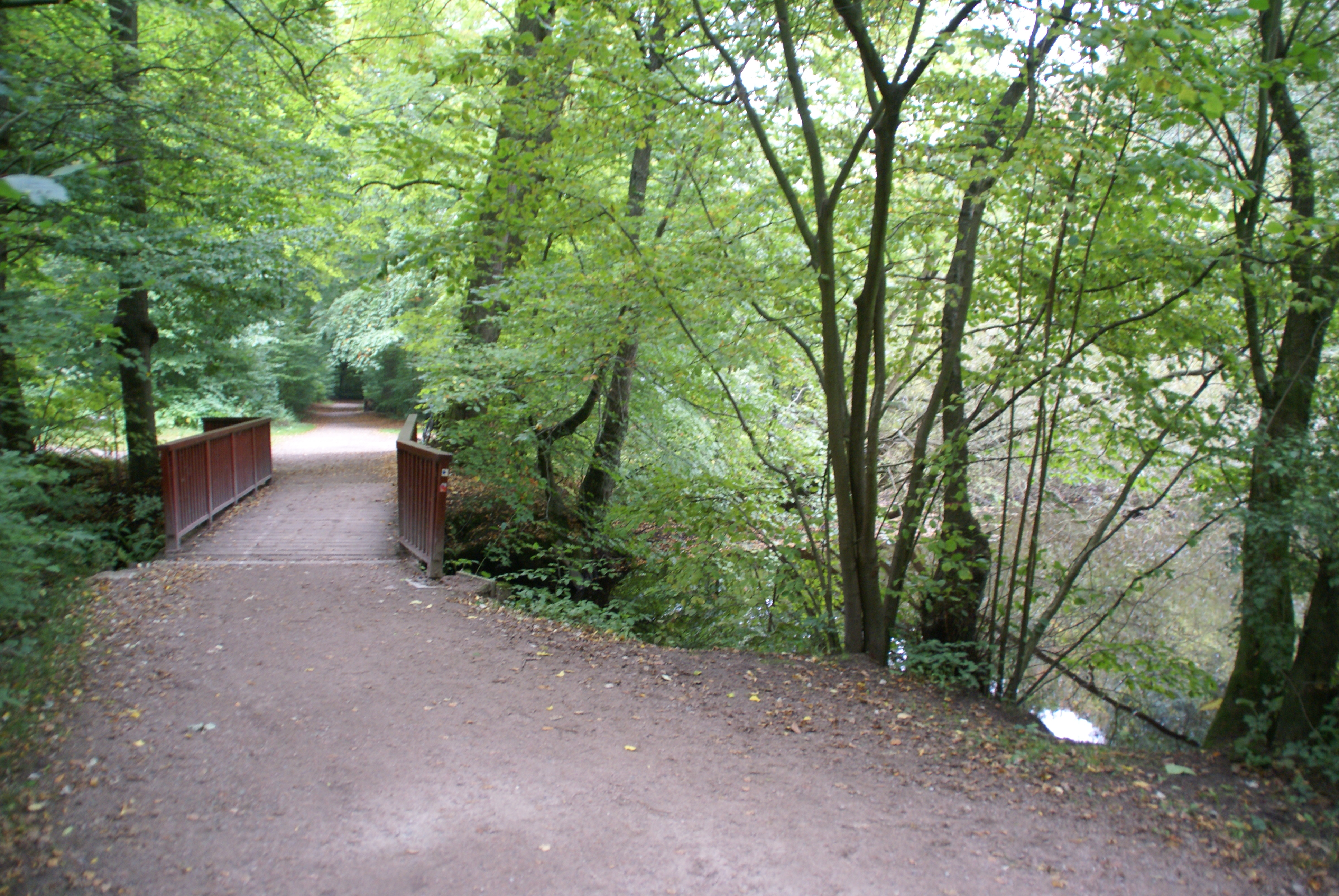
L'aiguabarreix del Mellingbek i de l'Alster

Si el sufix és evident -bek, el mot baix alemany per a rierol— el significat de la primera part és menys clar. L'Hamburger ABC parla d'un patronimi Melling; Joseph Nyary parla de mellem bek que voldria dir rierol entre els rierols, en connexió amb el seu naixement avall de set rierols font. Tot i això, molt a prop hom troba els topònims Mellingburg (castell de Melling) i Mellingstedt (vila de Melling).

## Afluent
- Poppenbütteler Graben[4]